# ウェザーニュースLiVE・ミッドナイト
『SOLiVE ミッドナイト』（ソライブ ミッドナイト）は、ウェザーニューズが2009年10月6日から「SOLiVE24」で配信している、気象に関連する視聴者参加型番組。2010年4月5日までは、『ソラマド ミッドナイト』の番組名で配信されていた。本稿では、この2番組を同一番組として扱う。番組運営リニューアルに伴い2018年4月16日より『ウェザーニュースLiVE・ミッドナイト』（ウェザーニュースライブ・ミッドナイト）と番組タイトルが変更された。ただし、23時 - 5時が実質上のミッドナイトとなったことや、9時 - 10時・16時 - 17時 と共通化する形で、番組名が当てられていない。

## 概要
ウェザーニューズの24時間動画生放送「SOLiVE24」で配信の気象情報番組。天気予報は、スクロール表示で随時伝えられる。2009年10月6日（10月5日深夜）開始。当時は3時-4時の1時間番組であった。番組開始時は、全編BSデジタル放送（独立データ放送）910ch「ウェザーニュース」での動画サイマル放送を実施していなかった。
かつては、チャットで参加できるコーナー（「ミッドチャット」）があったが、2012年9月の改編で終了したため、実質直後に放送される『SOLiVE モーニング』までの穴埋め番組となっている。

## 沿革
以降、放送日は暦日表記とし、実際の放送は前日付けとなる。
2009年10月6日 『ソラマド ミッドナイト』 番組開始
2010年4月5日 「SOLiVE24」春の改編に伴い、番組名が『SOLiVE ミッドナイト』に改題。
2010年11月16日 オープニングで流れるアニメーション・そして同時に流れるジングルが一新。タイトル表示については、紫色とオリーブ色のグラデーションカラー表示に加え、星と就寝中のフクロウを描いたデザインとなる。
2011年1月3日 元前枠番組の『SOLiVE Asia』が2010年12月31日放送分を持って終了したのに伴い、前枠を吸収する形で3時間に拡大する。この際に下段スクロール表示のリニューアル も行なわれ、右端に「SOLiVE24」と番組名の交互表示が開始された。当番組の文字カラー表記は濃い紫色である。
2011年2月9日 2時台と3時台前半のコーナー順が変更となり、同日より「ミッドチャット」を2時台に、「ウェザーニュースNews」・「今日のソラボタン(現在は終了)・ソラキャンバス」は3時台前半に進行順が変更された（またこれに伴い、BS910Chの同時放送時間も変更される。後述参照）。
2011年4月12日 オープニングナビゲートが前番組に引き続き、weathernews LiVEキャスターによる生放送で行われる事になる。
2011年8月16日 1時台後半の「予報センター ソラヨミフィードバック」のコーナーが終了 し、翌日より3時台前半の「ウェザーニュースNEWS」・「今日のソラキャンバス」のコーナーが繰り上がった。これに伴い、「Report100連発」の時間が3時台すべてになる。
2012年1月9日 weathernews LiVEキャスターによるオープニングナビゲートが廃止される。
2012年1月10日 「ウェザーニュースNEWS」のコーナーが終了したことに伴い、「今日のソラキャンバス」のコーナーの枠が拡大した。さらに、2時台のコーナー「ミッドチャット」の後半ブロック終了後にも最新気象情報を伝える事になったため、後半ブロックの実施時間が約7分短縮となった（2時30分 - 2時48分ごろ。前半ブロックに影響はなく、現行通りの時間に実施）。
2012年9月25日 オープニングのアニメとジングルが変更。合わせて1時台後半のコーナーは「厳選リポート写真館」、2時台は「全国ライブカメラリレー」に変更。また3時台は「Report100連発」が「Thanks for Weather Reporter」に改題。これに伴い「今日のソラキャンバス」、「ミッドチャット」は終了となる。
2013年4月30日 『SOLiVE ナイト』担当キャスターによるオープニングトークが再開。
2018年3月1日以降は、OPは流れていない。
2018年4月16日の番組改編に伴い、大幅なリニューアルが実施されたが、同番組はタイトルが『ウェザーニュースLiVE・ミッドナイト』と変更になったのみ。ただし、17日より番組名を外した形で放送している。
2022年10月2日の放送分から、ワールド・ハイビジョン・チャンネル（BS12 トゥエルビ）での放送（毎週日曜日 3時 - 4時）を開始した。
ソラマドアプリとBS910chとのサイマル放送の中断
2011年2月8日までは2時30分 - 3時30分、同年2月9日から2012年9月24日までは2時 - 3時、同年9月25日から2013年4月29日までは2時13分 - 3時17分ごろ、同年4月30日以降はソラマドアプリのメンテナンスを実施する毎週月曜（日曜深夜）2時25分ごろから10分程度配信が中断される。
緊急時の対応
異常気象や地震発生時（WNI分析で推定最大震度が3以上、もしくは不明の場合）は番組を中断し、幕張テクノガーデンB館23階にあるウェザーニューズ・グローバル予報センター（通称：予報センター）から最新情報を伝える。

## コーナー
※2018年4月16日現在。異常気象や地震発生時（WNI分析で推定最大震度が3以上、もしくは不明の場合）等は、内容（予定・進行）変更の場合がある。

## 特別番組

### 荒天時
- 自然災害等により、ウェザーニューズが規定している災害レベルがM3（警戒）体制となっている場合、原則として当番組は休止、幕張テクノガーデンB館23階にあるウェザーニューズ・グローバル予報センター（通称:GPEC）から最新情報を伝える。かつてBSデジタル放送を行っていた時代には、災害の規模によってBSデジタル放送とのサイマル放送が実施されていた。

### 地震発生時
- 地震発生時（WNI分析で推定最大震度が3以上、もしくは不明の場合）は番組を中断し、予報センターからの速報がなされる。地震の規模に応じて、そのまま当番組は休止となり、速報番組が継続する場合があれば、地震速報終了後、当番組に戻る場合とがある。BSデジタル放送とのサイマル放送については、荒天時と類似した対応が取られていた。

### 流星特番
- オリオン座流星群
  - 放送日 2009年10月28日
  - 全国7箇所からオリオン座流星群観測の模様を生中継しながら通常のチャットで番組を進行。
- しし座流星群
  - 放送日 2009年11月18日
- ふたご座流星群
  - 放送日 2009年12月15日
- しぶんぎ座流星群
  - 放送日 2010年1月4日

流星観測カメラの生中継を、各地ローテーションで放送する。チャットのテーマは設けられないが、チャットで番組に参加するスタイルは変わらない。チャットに寄せられた流星群の感想などが随時テロップ表示される。「ふたご座流星群」の際には、取材チームが画面内に流星を捕らえられたかどうか（番組内では、サッカーの試合になぞらえ「ゴール」と呼ばれる）について、判定結果が文字テロップで伝えられた。「しぶんぎ座流星群」の際は、ゴールの際、『weathernews LiVE』（現:『SOLiVE スター』）で使用しているゴール専用テロップを加工した画像テロップが流れた。なお、流星特番は、原則として、BSデジタル放送とのサイマル放送が行われていた。

## 放送時間の変遷
| 期間                           | 放送時間                     |
| ------------------------------ | ---------------------------- |
| 2009年10月6日 - 2010年12月31日 | 月曜日 - 日曜日 3:00 - 4:00  |
| 2011年1月3日 - 2月8日          | 月曜日 - 日曜日 1:00 - 4:00  |
| 2011年2月9日 - 2017年2月19日   | 月曜日 - 日曜日 1:00 - 4:00  |
| 2017年2月20日 - 2017年10月31日 | 月曜日 - 日曜日 1:00 - 5:00  |
| 2017年11月1日 - 2018年11月30日 | 月曜日 - 日曜日 0:00 - 6:00  |
| 2018年12月1日 -                | 月曜日 - 日曜日 23:00 - 5:00 |

毎時25分（ごろ）から30分、55分（ごろ）から00分(3時台前半を除く)までは流星特番を除き、原則としてインターバルとなり、ウェザーニューズ・グローバルセンター屋上に設置されているお天気カメラを背景に天気予報がスクロールテロップで表示される（ただし、変更有）。5時 - 5時26分のみSOLiVE モーニングのキャスターが兼務している。

### 放送に関する備考
- 2010年3月26日の放送は、前枠番組『ソラマド Asia（現:SOLiVE Asia）』[注釈 13] 出演者の体調不良により、2時30分で早終了した事に伴い、当番組を急遽30分拡大・繰り上げスタートさせる処置を行った。
- 2010年4月27日は、SOLiVE24のHDTV化に伴う放送機器メンテナンスのため、放送休止[注釈 14]。該当時間帯はインターネット・BSデジタル放送は『ウェザーニュース』やウェザーニューズ・グローバルセンター屋上に設置されている、お天気カメラからの映像を放送、YouTubeは配信停止となった。
- 2010年6月16日の放送は諸事情により、前枠番組『SOLiVE Asia』が2時で早終了した事に伴い、当番組を急遽1時間拡大・繰り上げスタートさせる処置を行ったが、近畿地方の一部地域での大雨と東海・関東地方での大雨による交通機関への影響の恐れにより、ウェザーニューズが規定している災害レベルがM2（注意）体制となったため、2時15分で打ち切り。残りの時間（本来の放送時間である、3時 - 4時を含む）は予報センターからの『最新大雨情報[注釈 15]』に充てられた。
- 2010年11月2日の放送は諸事情により、前枠番組『SOLiVE Asia』が2時で早終了した事に伴い、「ウェザーリポート5周年記念! SOLiVE ミッドナイト 感謝の2時間拡大スペシャル!」と題して、1時間拡大・繰り上げスタートさせる処置を行った。
- 2010年11月18日は、この日の前々枠にて放送された、『SOLiVE スター』の模様をまとめた、『SOLiVE スター プレイバック』を放送したため、放送は休止となった。
- 2010年11月29日は、配信システムのメンテナンスを行うため、放送は休止となった。
- 2010年12月8日の放送は諸事情により、前枠番組『SOLiVE Asia』が2時で早終了した事に伴い、1時間拡大・繰り上げスタートさせる処置を行った[注釈 16]。
- 2010年12月22日は、小笠原諸島・父島（東京都）近海で発生した地震に伴い、津波警報・注意報が発表された事に因る、特別番組放送のため、放送休止となった。
- 2011年1月1日は夢特番『みんなの夢LiVE』を0時30分 - 4時に放送したため、当番組は休止となった。
- 2011年1月2日は前枠番組『SOLiVE Asia』が2010年12月31日放送分を持って終了したため、当番組を2時間拡大・繰り上げスタートさせる処置を実施。1時 - 1時30分は「SOLiVE24 番組振り返り[注釈 17]」、1時30分 - 4時は「新春ミッドナイトスペシャル バシライブ2.4」を放送した。
- 2011年2月15日は、2月14日夜からの降雪の影響に伴い、ウェザーニューズ規定の災害レベルの最大値であるM3（警戒）での体制をとり、雪関連の最新情報を優先したため、当番組は休止。前枠の『weathernews LiVE』から当番組を「最新雪情報」として放送（進行は原田健成）。なお、雪情報自体は後枠の『SOLiVE トワイライト』、後々枠の『SOLiVE モーニング』でも継続した。
- 2011年3月11日午後に発生した『東北地方太平洋沖地震[注釈 18]』の影響に伴い、この地震発生直後よりウェザーニューズ規定の災害レベルが最大値のM3となったため、同年3月12日以降より当番組は速報体制による特別編成となり、一時放送を見合わせていた。
  - 同年3月16日18時、減災レベルは本震発生後以降発表されていた津波注意・警報も解除となり、落ち着きも取り戻しつつあることから、1段階下げたM2（注意体制）へと変更。
  - 同年3月23日22時58分ごろ、M1へと変更。
  - なお、今後も度重なる余震が懸念されていることから、同年4月ごろまでは東日本大震災体制が継続されていた。
- 2011年5月29日から翌5月30日は、前枠の『weathernews LiVE』から当番組を「最新台風大雨情報」として放送（進行は、原田健成(29日)と喜田勝(30日)）。
- 2011年6月16日は、3時から皆既月食特別番組を放送するため、1時 - 3時までの1時間短縮して放送された（ただし、BS910Chは1時台のみ放送）。
- 2011年9月2日から翌9月3日は、前枠の『weathernews LiVE』から当番組を「最新台風大雨情報」として放送（進行は、喜田勝(2日)と山岸愛梨(3日)）。
- 2011年12月10日は、皆既月食特別番組を1時30分まで放送したため、1時30分 - 4時までの30分短縮して放送された。
- 2012年1月1日は、夢特番『みんなの夢LiVE』を0時15分 - 4時に放送したため、当番組は休止となった。
- 2012年1月2日は、新春特別番組体制として通常の番組内容を変更。1時 - 1時30分は「Report100連発」、1時30分 - 4時は「バシライブ2.4」を放送した[注釈 19]。
- 2012年6月20日は、6月19日からの台風４号の影響に伴い、ウェザーニューズ規定の災害レベルの最大値であるM3（警戒）での体制をとり、台風関連の最新情報を優先したため、当番組は休止。前枠のSOLiVE ナイトから当番組を「台風４号 最新見解として放送（進行は原田健成）
- 2012年8月14日は、『SOLiVE スター』金星食特番を2時から2時間放送したため、1時 - 2時の1時間短縮版として放映された。
- 2013年1月1日は、お正月特番『みんなの「やる気」2013』を1時 - 5時に放送したため、当番組は休止となった[注釈 20]。
- 2013年1月2日は、新春特別番組「バシライブ2.4」を0時 - 2時30分に、「一夜限りのミッドチャット」を2時30分 - 4時まで放送したため、当番組は休止。
- 2013年12月15日は、直前に放送していた『SOLiVE スター』が0時14分ごろに終了した後、引き続いて始まったため、通常より放送時間が拡大した。
- 2015年1月1日は夢特番『年始特番 : 〜初日の出ライブ 新年あけおめーる特番〜』を0時15分 - 5時に放送したため、当番組は休止となった。
- 2015年1月2日は、新春特別番組「バシライブ2.4」を1時 - 3時30分に放送したため、当番組は休止。
- 2016年1月1日は新春特別番組 SOLiVE オールナイト[URL]lって何？特番0時15分 - 5時を放送したため当番組は休止となった。
- 2016年1月2日は、新春特別番組「バシライブ2.4」を1時30分 - 4時を放送したため、当番組は休止。
- 2017年1月1日は新春SOLiVE24オールナイト”ユーザーと向き合いマス特番”を0時15分 - 5時を放送したため、当番組は休止。
- 2017年1月2日は、新春特別番組「バシライブ2.4」を1時30分 - 4時を放送したため、当番組は休止。

## BGM
「ソラマド-」時代は、ワーグナーの「ワルキューレの騎行」で番組が始まり、以降は、shu-tの「Aqua」などがローテーションで流れていた。「ソラマド-」から「SOLiVE」に改編された際、BGMは一新された。当初1曲の無限ループであったものが、後に数曲に増えた。なお、「しぶんぎ座流星群」特番では、通常のBGMではなく『weathernews LiVE』の流星特番で使用しているBGMを全編で使用した。